# Paweł Elsztein
Paweł Elsztein (ur. 25 stycznia 1922 w Warszawie, zm. 23 kwietnia 2020 tamże) – polski publicysta, popularyzator lotnictwa, autor ponad 75 specjalistycznych książek, tłumacz i fotograf.

## Życie i działalność
Od urodzenia  mieszkał na warszawskiej Pradze, przez dwa pierwsze lata przy ul. Strzeleckiej, potem przy ul. Małej 7. Był absolwentem VI Gimnazjum Miejskiego (obecnie XIII Liceum Ogólnokształcące z Oddziałami Dwujęzycznymi im. płk. Leopolda Lisa-Kuli w Warszawie). 
W czasie okupacji niemieckiej był pracownikiem wytwórni telekomunikacyjnej przy ul. Grochowskiej i warsztatów kolejowych na Bródnie. Po wojnie był aktywnym uczestnikiem reaktywacji Aeroklubu Warszawskiego, w którym pełnił później funkcję szefa sekcji młodzieży. Prowadził teoretyczne kursy szybowcowe w praskim Liceum im. Władysława IV.
Przez blisko 30 lat pracował jako dziennikarz i sprawozdawca prasy lotniczej będąc autorem artykułów z zakresu awiacji, astronautyki i modelarstwa. Był autorem ok. 500 artykułów specjalistycznych, współpracownikiem redakcji czasopism: „Astronautyka”, „Postępy Astronomii”, „Skrzydlata Polska”, „Skrzydła i Motor”. Na emeryturę przeszedł w 1983 r. Był autorem ponad 75 książek, w tym między innymi: „Młody modelarz rakiet” (1963 wyd. I, 1966 wyd. II, 1975 wyd. III całkowicie zmienione), „Mechanikom cześć!: ze wspomnień mechanika lotniczego” (1955), „Rakiety sondujące atmosferę” (1969), „Modelarstwo lotnicze w Polsce: od zarania do 1944 roku” (1986), „Budowa i pilotaż latawców” (1975), „Polska w kosmosie” (1978), „Budujemy latawce” (1989) czy „1000 słów o lotnictwie: mała encyklopedia lotnicza” (1958). Tłumaczył także publikacje o podobnej tematyce z języków rosyjskiego i niemieckiego.
Amatorsko zajmował się również fotografią, uwieczniając na zdjęciach swoją rodzinną warszawską Starą Pragę. Swoje prace prezentował między innymi na wystawach z cyklu „Praskie klimaty” w latach 1997, 1998 i 2001, a także na wystawach zbiorowych w Narodowej Galerii Sztuki Zachęta czy Galerii Sztuki Współczesnej Aktyn. W 1998 został wyróżniony tytułem „Prażanina Roku” przez Towarzystwo Przyjaciół Pragi, w 2003 za wkład w rozwój i popularyzację lotnictwa został uhonorowany przez Międzynarodową Federację Lotniczą dyplomem im. Paula Tissandiera.   Jest autorem książki „Moja Praga. Z archiwum wspomnień" (Warszawa: Dom Wydawniczy Syrenka, 2002 ISBN 978-83-929454-4-4).
Zmarł 23 kwietnia 2020.

## Wybrane nagrody i odznaczenia
- Krzyż Kawalerski Orderu Odrodzenia Polski
- Złoty Krzyż Zasługi (1955)[4]
- Złota Odznaka „Skrzydlatej Polski”
- Medal 350-lecia nadania praw miejskich Pradze